# 시즈카촌 (사이타마현)
시즈카촌(静村)은 사이타마현 기타카쓰시카군에 있던 촌이다. 

## 지리
- 현재의 구키시 북부에 해당한다.

## 역사
- 1889년 4월 1일 - 정촌제 시행에 수반해, 기타카쓰시카군 시즈카촌이 성립하였다.
- 1944년 4월 1일 - 구리하시정, 도요다촌과 합병해, 새로운 구리하시정이 성립하여, 동일 시즈카촌 (초대)은 폐지되었다.
- 1949년 10월 1일 - 구리하시정에서 분립해, 시즈카촌이 (2차) 성립하였다.
- 1957년 4월 1일 - 구리하시정, 도요다촌과 합병해, 새로운 구리하시정이 성립하여, 동일 시즈카촌 (2차)은 폐지되었다.